# Li Fen
Li Fen (även Fen Li) född 25 augusti 1976 i Kina, är en svensk bordtennisspelare. Under 2013 vann hon både SM och EM i singel. 

## Biografi
Fen är uppvuxen i den kinesiska provinsen Shandong. 2002 kom hon till Sverige. Hennes första klubb i Sverige blev Lyckeby BTK. Under åren 2002–2005 vann hon samtliga sina 118 matcher i Elitserien och SM-slutspelet. Hon spelade två säsonger med Trelleborgs BTK och vann 2005 SM med klubben. Därefter avslutades hennes kontrakt med Trelleborg, efter en kontrovers där hon av klubben anklagades för kontraktsbrott i samband med spelvägran under sin graviditet. Sedan spelade hon i sex års tid för tyska Saarlouis-Fraulautern i Saarland, samtidigt som bodde kvar i Malmö med make och barn. Sedan 2012, året då hon fick svenskt medborgarskap, representerar hon i klubbsammanhang österrikiska SVS Ströck.
2013 blev hon Europamästarinna genom att finalslå Tysklands Shan Xiaona med 4-2 i set.
2013 blev hon även svensk mästarinna i singel efter finalseger mot Stina Zetterström med 4-0, samt i dubbel tillsammans med Sandra Johansson.
2014 försvarade hon sitt SM-guld genom att i Helsingborg finalbesegra Matilda Ekholm med 4-1. Li fen tappade endast ett set under hela detta mästerskap

## Klubbar i karriären
- 2002–2004 – Lyckeby BTK, Sverige
- 2004–2006 – Trelleborgs BTK, Sverige
- 2006 – Malmö IF, Sverige
- 2006–2012 – TTSV Saarlouis-Fraulautern, Tyskland
- 2012– SVS Ströck, Österrike